# Морозовичи (Дятловский район)
Моро́зовичи (бел. Марозавічы) — деревня в Даниловичском сельсовете Дятловского района Гродненской области Республики Беларусь. По переписи населения 2009 года в Морозовичах проживало 40 человек.

## Этимология
Название деревни происходит от фамилий Мороз, Морозович, Морозов.

## История
В 1921—1939 годах Морозовичи находились в составе межвоенной Польской Республики. В сентябре 1939 года Морозовичи вошли в состав БССР.
В 1996 году Морозовичи входили в состав Торкачёвского сельсовета и колхоза «Беларусь». В деревне насчитывалось 54 хозяйства, проживало 107 человек.
13 июля 2007 года вместе с другими населёнными пунктами упразднённого Торкачёвского сельсовета Морозовичи были переданы в Даниловичский сельсовет.